# Мота Сан Гуљијелмо (Сондрио)
Мота Сан Гуљијелмо је насеље у Италији у округу Сондрио, региону Ломбардија.
Према процени из 2011. у насељу је живело 76 становника. Насеље се налази на надморској висини од 572 м.